# Can Mitjavila
Can Mitjavila és una casa de Maçanet de Cabrenys (Alt Empordà) inclosa a l'Inventari del Patrimoni Arquitectònic de Catalunya.

## Descripció
Edifici entre mitgeres, situat a prop del centre del poble. És una casa de planta baixa, pis i golfes, amb paredat de pedra, i obertures carreuades. El ràfec de la teulada encara manté les teules decorades amb triangles blancs sobre fos vermell. A la planta golfes, es veu una finestra de mida superior a les existensts, però actualment aparedada.